# Scoriodyta
Scoriodyta is een geslacht van vlinders van de familie zakjesdragers (Psychidae).

## Soorten
- S. conisalia Meyrick, 1888
- S. dugdalei Hättenschwiler, 1989
- S. patricki Hättenschwiler, 1989
- S. rakautarensis Hättenschwiler, 1989
- S. sereinae Hättenschwiler, 1989
- S. suttonensis Hättenschwiler, 1989
- S. virginella Hättenschwiler, 1989